# Lena Goeßling
Lena Goeßling és una jugadora de futbol amb 86 internacionalitats des del 2008 per Alemanya, amb la qual ha guanyat la Eurocopa (2013) i ha arribat a les semifinals del Mundial (2015). Amb el Wolfsburg ha guanyat dues Lligues de Campions, i amb la selecció sub-19 va ser subcampiona d'Europa i campiona del món al 2004.
Al 2013, després de guanyar l'Eurocopa i la seva primera Champions, va ser 4a al FIFA World Player i 2a al UEFA Europe Player.

## Trajectòria
| Temporades    | Equip           | Títols                                    |
| ------------- | --------------- | ----------------------------------------- |
| 03/04 - 05/06 | FC Gütersloh    |                                           |
| 06/07 - 10/11 | SC Bad Neuenahr |                                           |
| 11/12 - act.  | VfL Wolfsburg   | 2 Lligues de Campions, 2 Lligues, 3 Copes |